# بهر أباد (تشناران)
بهر أباد (بالفارسية: بهرآباد) هي قرية تقع في قسم تشناران الريفي (مقاطعة تشناران) في إيران.